# Тысяцкий
Ты́сяцкий (также Тысячник) — должностное лицо княжеской администрации в городах Средневековой Руси.
Тысяцкий, по соображении всех известий об этом сане, был воеводою земских, гражданских полков, выбиравшийся князем из дружины. Позже слово имело и другие значения, помимо начальника военного ополчения в Древней Руси, как то:
- выборный от крестьян, сельский старшина, в России до реформы 1861 года;
- главный распорядитель в старинном русском свадебном обряде[4].

## История
Первоначально тысяцким на Руси назывался военный руководитель городского ополчения («тысячи»), которому подчинялись десять сотских. Первое упоминание в летописях о тысяцких относится к 1089 году, когда в «кыевскыя тысяща» воеводство держал Ян Вышатич. В дальнейшем, в процессе развития городов, наряду с военными функциями в руках тысяцких сосредотачивались полномочия по отдельным областям городского управления (городской суд, административный контроль в сфере торговли). В городах с преобладанием вечевых традиций, подчинивших себе княжескую власть, должность тысяцкого в XII веке стала выборной. В городских центрах с сильной княжеской властью должность тысяцкого нередко десятилетиями оставался в руках одного из наиболее влиятельных боярских родов и передавалась по наследству.
Впоследствии, в ордынском русском войске тысяцкие или ата-темены (в русском произношении — атаманы) было званием командиров отрядов, входивших в тьму (тумен) и подчинявшихся темникам.
С усилением Московского княжества роль тысяцких начала постепенно падать, и эта должность повсеместно упразднилась. Должность тысяцкого в Новгороде сохранялась вплоть до ликвидации его независимости.

## Киевские тысяцкие
- Ян Вышатич[8] (ок. 1016—1106) — боярин, тысяцкий до 1106
- Путята Вышатич[8] (? — после 1113) — боярин, тысяцкий до 1113
- Ратибор[8] — боярин, тысяцкий с 1113
- Давыд Ярунович — боярин, тысяцкий до 1136
- Глеб (Улеб)[9] — боярин, тысяцкий до 1147
- Лазарь Саковский — боярин, тысяцкий с 1147
- Пётр Бориславич (ок. 1120 — после 1196) — боярин, тысяцкий в середине XII века, великокняжеский летописец
- Жирослав Андреевич — боярин, тысяцкий в 1159
- Коснячко — тысяцкий до 1168
- Григорий Хотович — боярин, тысяцкий до 1171
- Славн Борисович — боярин, тысяцкий в 1187—1188
- Иван Славнич — тысяцкий в 1231
- Дмитр Ейкович — боярин, тысяцкий в 1238—1240

Тысяцкие в Киеве продолжали управлять городом и в середине XIII века, но позднее по мере окончательного упадка его политического и экономического значения эта должность была упразднена.

## Тысяцкие Великого Новгорода
Вечевой строй Новгородской республики наложил особый отпечаток на сущность должности тысяцкого. Как и в других древнерусских городах, должность тысяцкого выросла из сотенной структуры Великого Новгорода, но в отличие от других городов здесь сотенная система деления города сосуществовала с более органичной кончанской системой (деление города на концы и улицы), уходящей корнями в историческую топографию Новгорода и подчинённой боярскому управлению. Связанная с организацией княжеского управления в городе и распространявшаяся на пришлое население посада, сотенная система первоначально контролировалась князьями, назначавших своих тысяцких. Постоянная борьба между князьями и кончанским боярством, стремившимся поставить под республиканский контроль все органы власти в городе, в результате привела к учреждению в конце XII века должности выборного тысяцкого, избиравшегося на вече. Эта реформа ещё более укрепила позиции новгородского боярства и привела к подчинению сотен общегородскому вечу и вхождению их в состав концов.
Первым новгородским тысяцким летописный список называет Миронега. Его избрание на эту должность произошло около 1190 года.
В отличие от других древнерусских городов, в Великом Новгороде в XII—XIII веках деятельность тысяцких в первую очередь была связана с представительством от житьих (меньших бояр) и чёрных людей (низшего, непривилегированного слоя городских жителей). В функции тысяцкого также вошли торговый суд (в его компетенцию входили тяжбы по торговым делам, а также все споры русских с иностранцами в Новгороде) и организация наблюдения над торговыми мерами. Тысяцкие являлись непременными участниками торговых соглашений Новгорода, переговоров с иностранными послами и посольств к русским князьям.
Первые новгородские тысяцкие не были боярами, а избирались из числа житьих людей и в своей деятельности были подотчётны только вече. Таким образом, через институт тысяцких осуществлялось участие в управлении государством и других сословий, помимо боярства.
С первой четверти XIV века в тысяцкие начинают избирать бояр, которые таким образом захватывают второй после должности посадника ключевой пост в городском управлении. Первым посадником после исполнения обязанностей тысяцкого стал боярин Остафий Дворянинец. В дальнейшем должность тысяцкого для многих деятелей Новгородской республики стала ступенью перед избранием в посадники. Со времени посадничества Остафия Дворянинца боярство окончательно взяло под свой контроль сотенную систему, торговый суд, представительство же других сословий во власти стало фиктивным.
В ходе реформы городского управления, проведённой в середине XIV века, новгородское тысяцкое было преобразовано в коллективный орган власти. Возглавлял его степенный (главный) тысяцкий, выступавший от имени всего «Господина Великого Новгорода», которому подчинялись кончанские тысяцкие. В XV веке была введена ежегодная ротация степенных тысяцких, что позволяло обеспечивать равное представительство на этой должности бояр от разных городских концов.
После присоединения Великого Новгорода к Великому княжеству Московскому в 1478 году должность тысяцкого была окончательно упразднена.

### Тысяцкие конца XII — 1-й половины XIV веков
Тысяцкие конца XII — 1-й половины XIV веков:
- Миронег (около 1190)
- Яков (конец XII века)
- Якун Намнежич (1215 и 1219)
- Семьюн Емин (в 1219)
- Вячеслав (1228)
- Борис Негочевич (1228—1230[11])
- Микита Петрилович (с 1230)
- Фед Якунович (1234)
- Клим (1255—1257)
- Жирослав (1257—1264)
- Кондрат (1264—1268)
- Ратибор Клуксович (1268—1270)
- Иван (до 1286)
- Андреян Олферьевич (1286—1294)
- Аврам (1323, 1327—1329, 1340, 1345 и в 1348)
- Остафий Дворянинец (до 1327 и в 1331—1335)
- Остафий (1342)
- Иван Фёдорович (1350)

### Степенные тысяцкие 2-й половины XIV—XV веков
Степенные тысяцкие 2-й половины XIV—XV веков:
- Фалалей Андреанович (1360-е)
- Елисей Онаньинич (1370—1371, 1373, 1376—1377)
- Матфей Фалелеевич (1371—1372) и (1373—1376)
- Есиф Фалелеевич (1391)
- Микита Фёдорович (1392—1397)
- Василий Есифович Нос (до 1405 и 1410—1411)
- Иван Александрович (до 1409)
- Кирилл Дмитриевич (1409, 1412)
- Онанья Константинович (1413)
- Александр Игнатьевич (1414—1416)[12]
- Борис Васильевич (1416—1417)
- Кузьма Терентьевич (1417, 1419—1421, 1427)
- Аврам Стефанович (1422—1423)
- Оникий Власьевич (1423—1424)
- Фёдор (1434)
- Ананий Васильевич (1435)
- Дмитрий Васильевич Глухов (1435)
- Фёдор Олисеевич (1435)
- Фёдор Яковлевич (1436)
- Иван Лукинич Щока (1438)
- Ананий Семёнович (1438—1439)
- Семён Тимофеевич (1441)
- Карп Савинич (1448)
- Ефим Семёнович (1448)
- Михаил Андреевич (с 1450, 1456, 1461)
- Оникий Власьевич (около 1452)
- Яков Иванович (1456)
- Василий Пантелеевич (1456)
- Василий Александрович Казимир (1459)
- Лука Фёдорович (1462)
- Яков Игнатьевич Лозьев (до 1463)
- Михаил Исакович (1466)
- Трифон Юрьевич (1468)
- Василий Максимович (1470—1471 и 1477)
- Матфей Селезнёв (до 1475)
- Василий Есифович (1475—1476)
- Фёдор Лукинич (1476—1477)

## Московские тысяцкие
- Протасий (Вельямин) Фёдорович (? — ок. 1341) — боярин, тысяцкий до ок. 1341.
- Василий Протасьевич Вельяминов, прозвище Взолмень (? — 1354) — боярин, тысяцкий ок. 1341—1354.
- Алексей Петрович Босоволков, прозвище Хвост (? — 1357) — боярин, тысяцкий с 1354, убит в результате заговора 3 февраля 1357.
- Василий Васильевич Вельяминов (? — 1374) — боярин, тысяцкий в 1357—1374.

|              |              |              |              |                |                |                |                |                |                |                |                |                |                |               |               | Протасий Фёдорович (после 1332) |               |          |          |                      |                      |                      |                      |                      |                      |  |  |             |             |             |             |             |             |  |  |  |  |  |  |  |  |
|              |              |              |              |                |                |                |                |                |                |                |                |                |                |               |               |                                 |               |          |          |                      |                      |                      |                      |                      |                      |  |  |             |             |             |             |             |             |  |  |  |  |  |  |  |  |
|              |              |              |              |                |                |                |                |                |                |                |                |                |                |               |               | Василий Взолмень (1356)         |               |          |          |                      |                      |                      |                      |                      |                      |  |  |             |             |             |             |             |             |  |  |  |  |  |  |  |  |
|              |              |              |              |                |                |                |                |                |                |                |                |                |                |               |               |                                 |               |          |          |                      |                      |                      |                      |                      |                      |  |  |             |             |             |             |             |             |  |  |  |  |  |  |  |  |
|              |              |              |              |                |                |                |                |                |                |                |                |                |                |               |               |                                 |               |          |          |                      |                      |                      |                      |                      |                      |  |  |             |             |             |             |             |             |  |  |  |  |  |  |  |  |
|              |              |              |              | Василий (1374) | Василий (1374) | Василий (1374) | Василий (1374) | Василий (1374) | Василий (1374) |                |                | Фёдор Воронец  | Фёдор Воронец  | Фёдор Воронец | Фёдор Воронец | Фёдор Воронец                   | Фёдор Воронец |          |          | Тимофей (после 1389) | Тимофей (после 1389) | Тимофей (после 1389) | Тимофей (после 1389) | Тимофей (после 1389) | Тимофей (после 1389) |  |  | Юрий Грунка | Юрий Грунка | Юрий Грунка | Юрий Грунка | Юрий Грунка | Юрий Грунка |  |  |  |  |  |  |  |  |
|              |              |              |              | Василий (1374) | Василий (1374) | Василий (1374) | Василий (1374) | Василий (1374) | Василий (1374) |                |                | Фёдор Воронец  | Фёдор Воронец  | Фёдор Воронец | Фёдор Воронец | Фёдор Воронец                   | Фёдор Воронец |          |          | Тимофей (после 1389) | Тимофей (после 1389) | Тимофей (после 1389) | Тимофей (после 1389) | Тимофей (после 1389) | Тимофей (после 1389) |  |  | Юрий Грунка | Юрий Грунка | Юрий Грунка | Юрий Грунка | Юрий Грунка | Юрий Грунка |  |  |  |  |  |  |  |  |
|              |              |              |              |                |                |                |                |                |                |                |                |                |                |               |               |                                 |               |          |          |                      |                      |                      |                      |                      |                      |  |  |             |             |             |             |             |             |  |  |  |  |  |  |  |  |
| Иван (1378†) | Иван (1378†) | Иван (1378†) | Иван (1378†) | Иван (1378†)   | Иван (1378†)   |                |                | Микула (1380†) | Микула (1380†) | Микула (1380†) | Микула (1380†) | Микула (1380†) | Микула (1380†) |               |               | Полиевкт                        | Полиевкт      | Полиевкт | Полиевкт | Полиевкт             | Полиевкт             |                      |                      |                      |                      |  |  |             |             |             |             |             |             |  |  |  |  |  |  |  |  |

Согласно распространённому мнению, после смерти Василия Васильевича в 1374 году великий князь Дмитрий Иванович Донской упразднил должность московского тысяцкого. Сын Василия, Иван Вельяминов, претендовавший на московское тысяцкое, бежал в 1375 году в Тверь и через своих сообщников добился в Орде передачи ханского ярлыка на великое княжение Владимирское тверскому князю. В 1379 году он был схвачен и казнён на Кучковом поле по обвинению в измене. В то же время ряд исследователей считают, что формального упразднения должности московского тысяцкого не произошло. Её функции были переданы брату Василия Васильевича Вельяминова — окольничему Тимофею Васильевичу, одному из ближайших сподвижников великого князя Московского. В дальнейшем тысяцкие в Москве более не назначались, хотя звание тысяцкого сохранялось ещё длительное время как особый церемониальный чин во время великокняжеских и царских свадебных ритуалов.